# Rurik
Rurik, (v ruských pramenech Рюрик, Rjurik), † 878/879, byl legendárním zakladatelem panovnické dynastie Rurikovců, švédský Varjag, od roku 862 vládce Novgorodu. Jeho potomci vládli v Kyjevské Rusi, po jejím rozpadu v ruských knížectvích a později do roku 1598 v carském Rusku.
Informace o něm pocházejí z jediného zdroje, nejstaršího ruského letopisu, známého pod názvem Pověst dávných let. Skandinávské prameny o něm mlčí.

## Vyprávění o pozvání knížat
V pasáži nazvané Vyprávění o pozvání knížat se v Povesti vremennych let líčí, jak kmeny, žijící na severu Ruska, vyhnaly za moře Varjagy, kteří od nich vybírali daň. Poté si začaly vládnout samy, ale neměly zákony a začaly mezi sebou bojovat. Proto se rozhodly zvolit si knížete, který by jim vládl a rozhodoval jejich spory. Vydaly se proto za moře k Varjagům a pozvaly je, aby k nim přišli vládnout. „I vydali se s nimi tři bratři se svými rody, přišli ke Slovanům. Nejstarší Rurik se usadil v Novgorodu, druhý Sineus v Běloozeru a třetí Truvor v Izborsku. Od těchto Varjagů přešlo jméno – Ruská země… a dva roky zemřeli Sineus a jeho bratr Truvor. Celou zemi ovládl samotný Rurik a počal děliti města mezi své muže – tomu Polock, jinému Rostov, třetímu Běloozero. Varjagové v těchto městech byli cizinci, neboť podobně jako v Novgorodě bylo původní obyvatelstvo slovanské, v Polocku Kriviči, v Rostovu Merové, v Běloozeru Vepsové, v Muromu Muronové, ale Rurik nad nimi všemi vládl.“

## Historikové o Rurikovi

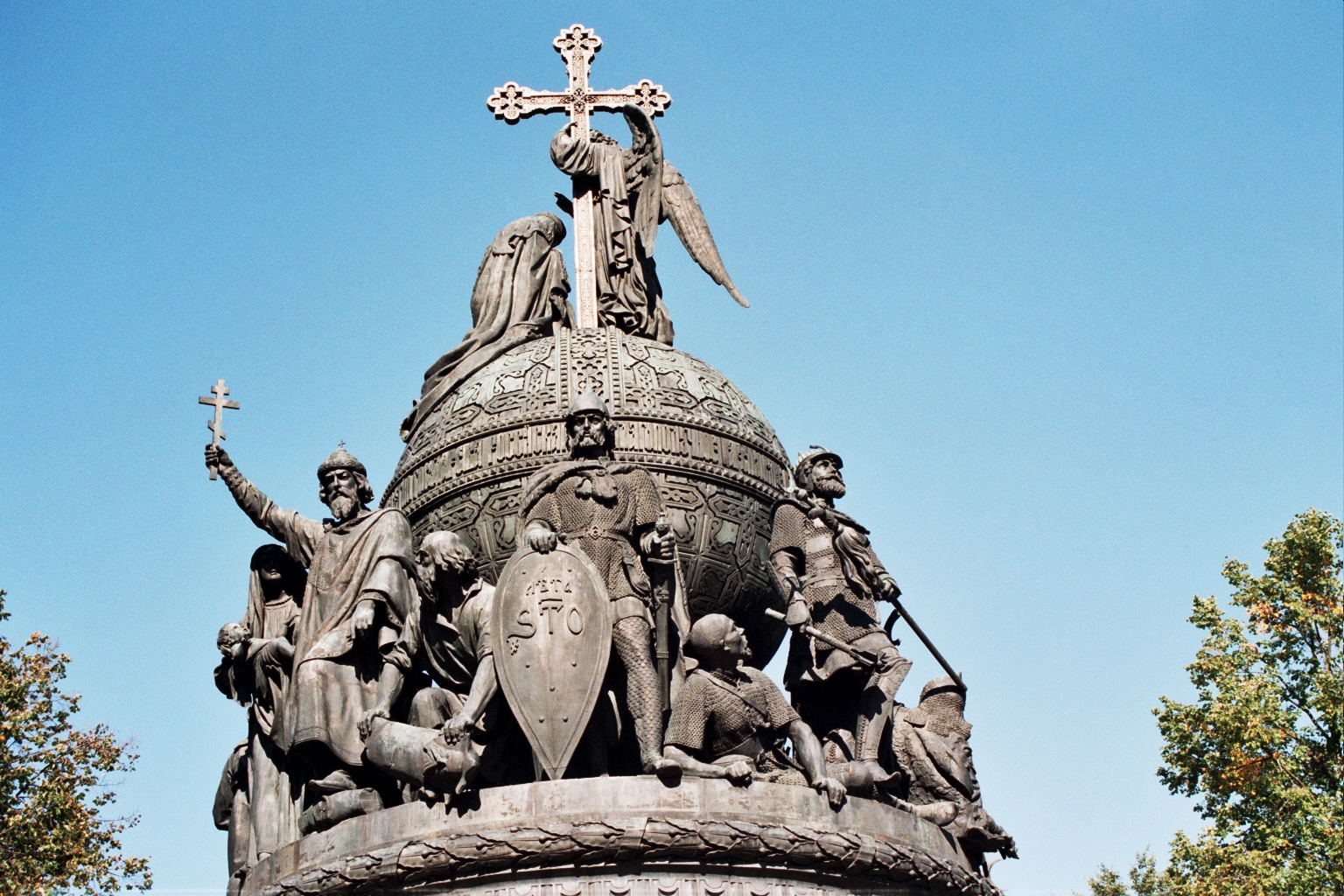
Rurik (uprostřed), zpodobněný na novgorodském pomníku Tisíciletí Ruska z roku 1862

Starší generace historiků, především tzv. normanisté, považovali Rurika za zakladatele ruského státu a jeho panovnické dynastie. Přestože Pověst dávných let představuje zásadní pramen informací k osobě Rurika, nelze její vyprávění brát doslova, neboť její autor žil dvě stě let po popisovaných událostech. Rekonstruovat, co se skutečně událo, je obtížné nejen kvůli nedostatku informací a pro naprostou absenci soudobých pramenů – problém je navíc zatížen sporem o normanskou teorii.
Přestože někteří historici dospěli k názoru, že Rurik není autentickou historickou postavou (patřil mezi ně i dánský normanista A. Stender-Peterson, který žil v polovině 20. století), dnes se o jeho existenci již nepochybuje.
Rurik patřil nepochybně mezi Varjagy, švédské Vikingy, kteří přicházeli do východní Evropy za obchodem a k tomuto účelu si budovali podél dlouhých obchodních cest opevněné základny. Mezi nejstarší a nejznámější patřila Stará Ladoga, kde se Rurik původně usadil. Později se Varjagové v některých starých slovanských centrech zmocnili vlády a začali vybírat od místních obyvatel tribut v naturáliích, které byly následně využívány jako zboží v dálkovém obchodu.
Zda byl Rurik do Novgorodu skutečně pozván (ovšem ne ze zámoří, ale z nedaleké Ladogy), nelze dokázat. Je možné, že ho sem pozvala jedna ze znepřátelených skupin místních velmožů a poté, co přispěl k jejímu vítězství, mu nabídla podíl na vládě. Nebo si poté, co zvítězil, moc nad Novgorodem sám uzurpoval. Je však možné i to, že přišel nezván, aby využil místních rozbrojů k vlastnímu prospěchu.
Po Rurikově smrti ovládl severoruská centra podle Povesti vremennych let další varjažský bojovník Oleg, snad Rurikův příbuzný, který měl vykonávat regentskou vládu za jeho údajného syna Igora.
DNA Rurikovců náleží haploskupině N (přesněji N1c1 typické pro Švédsko).

## Sineus a Truvor
Pověst dávných let vypráví o Rurikových bratřích zvaných Sineus a Truvor. Současní historici se domnívají, že jde o slovanské zkomoleniny skandinávských výrazů Sine hus (jeho domácnost) a Trú vor (naši věrní). Rurik, Sineus, en Truvor by se tedy podle některých historiků mělo číst jako „Rurik, sine hus, en tro(gna) vär(ingar)“ (Rurik, jeho dům/příbuzenstvo a věrní druhové).
| Předchůdce: Hostomysl? | Znak z doby nástupu | Kníže novgorodský 862–879 | Znak z doby konce vlády | Nástupce: Oleg |